# Al Ahly Sporting Club (omnisports)
 (mai 2025).
Si vous disposez d'ouvrages ou d'articles de référence ou si vous connaissez des sites web de qualité traitant du thème abordé ici, merci de compléter l'article en donnant les références utiles à sa vérifiabilité et en les liant à la section « Notes et références ».
Cet article concerne le club omnisports. Pour la section football, voir Al Ahly Sporting Club (football). Pour la section basket-ball, voir Al Ahly Sporting Club (basket-ball). Pour la section handball, voir Al Ahly Sporting Club (handball).
Al Ahly Sporting Club (en arabe : نادي الأهلي الرياضي), couramment abrégé en Al Ahly SC, est un club omnisports égyptien fondé en 1907 et basé au Caire.
La section la plus célèbre du club est la section football, Al Ahly est l'un des clubs les plus titrés au monde, il est désigné « club africain du XXe siècle » en 2000 par la Confédération africaine de football (CAF).

## Histoire

### XXesiècle

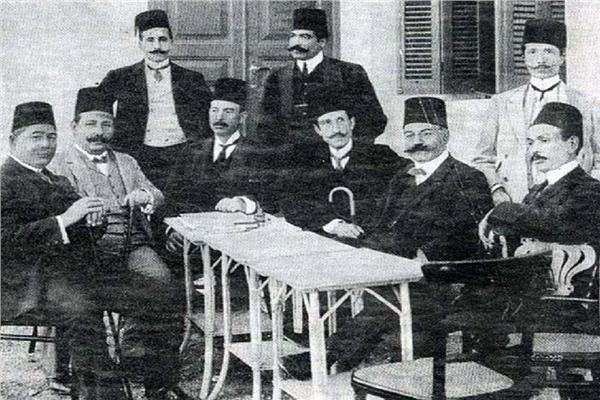
La première réunion officielle du conseil d'administration du club.

Fondé le 24 avril 1907 par des fonctionnaires britanniques avec un syndicat d'étudiants égyptiens, sous l'égide d'Omar Bey Lotfi, Al Ahly est à son origine, pensé comme un moyen de se battre contre l'occupation du pays par le Royaume-Uni, en permettant la réunion d'étudiants et en faisant appel aux joueurs locaux, ce qui n'était pas le cas de la plupart des autres clubs de l'époque. Il est l'un des premiers clubs africains de football à voir le jour.
Le premier président du club est l'Anglais Mitchell Ince, qui permet au club de se structurer, avant de passer la main à l'Égyptien Aziz Ezzat Pacha (en). En 1911, la section football du club voit le jour. En 1925, l'assemblée générale décide que l'adhésion est réservée aux gens de nationalité égyptienne, ce qui fait d'Al Ahly le club du peuple et fait grandir sa popularité. Al Ahly remporte sa première coupe d'Égypte en 1923, alors qu'il compte dans ses rangs Mokhtar El-Tetch, considéré comme l'un des meilleurs joueurs égyptiens de tous les temps et qui a donné son nom au stade du club.
Le club concrétise sa domination du football égyptien, lors de la création du championnat d'Égypte en 1948, dont il remporte les neuf premières éditions du championnat (entre 1949 et 1959). En 1960, le grand rival du Caire, le Zamalek SC, met fin à la suprématie d'Al Ahly.
Au cours des années 1970, l'arrivée de l'entraîneur hongrois Nándor Hidegkuti permet au club de retrouver sa place hégémonique sur le football égyptien : champion national à sept reprises entre 1975 et 1982, Al Ahly assoit sa domination sur le continent en remportant sa première Ligue des champions en 1982. Le joueur emblématique de cette période est son meneur de jeu Mahmoud Al-Khatib, premier égyptien à être élu ballon d'or africain en 1983.
Vainqueur de la Coupe d'Afrique des vainqueurs de coupe à trois reprises d'affilée (1984, 1985, 1986), le club remporte définitivement le trophée original, connu comme la coupe Abdelaziz Mostafa. L'année suivante, Al Ahly remporte la Coupe des clubs champions africains pour la deuxième fois.
Dans les années 1990, Le club alterne les périodes de domination absolue (avec sept nouveaux titres de champion entre 1994 et 2000) et les périodes de moindre succès.

### XXIesiècle
Le début des années 2000 est florissant pour Al Ahly. En 2004 et 2005, le club remporte 55 victoires consécutives toutes compétitions confondues (championnat d'Égypte et Ligue des champions de la CAF...) avant d'être finalement battu par les Saoudiens d'Al Ittihad Djeddah lors la Coupe du monde des clubs à Tokyo.
Champion d'Égypte sans interruption de 2005 à 2010 sous la direction du Portugais Manuel José, Al Ahly accède également quatre années d'affilée (de 2005 à 2008) à la finale de la Ligue des champions dont il est le seul club à avoir remporté six trophées. En 2006, il termine également 3e de la Coupe du monde des clubs, meilleure performance réalisée par un club égyptien.
Le 1er février 2012, des affrontements extrêmement violents ont lieu à Port-Saïd en Égypte en marge d'un match de championnat d'Égypte de football opposant le local club d'Al Masry, aux cairotes d'Al Ahly, occasionnant au terme du match plus de 70 morts.

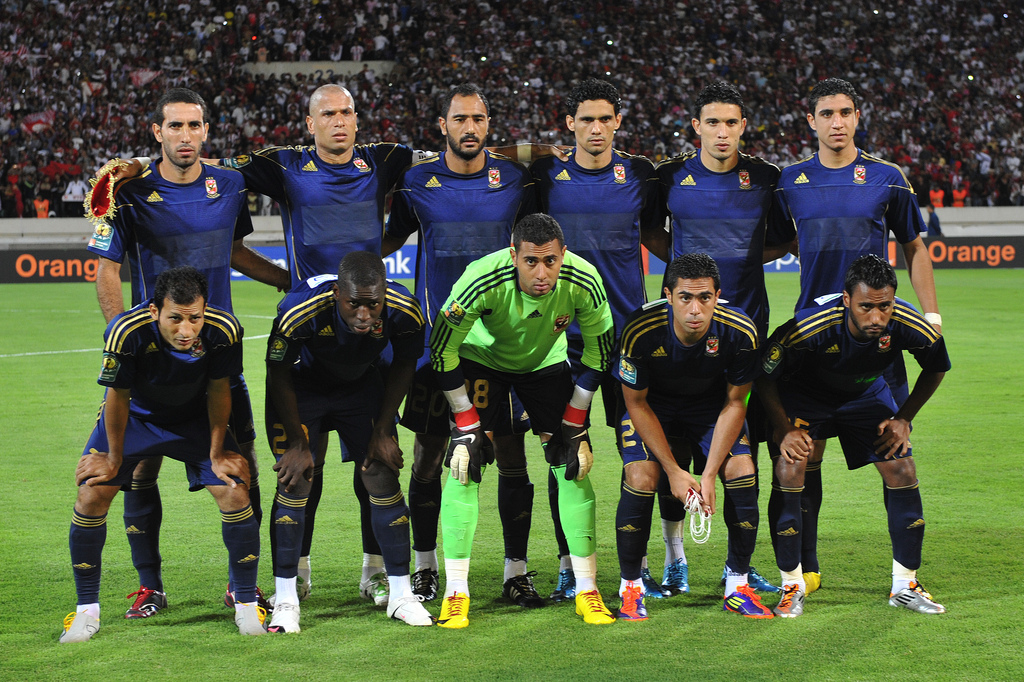
Équipe d'Al Ahly 2011-2012

En 2013, le club remporte sa huitième Ligue des champions de la CAF face à Orlando Pirates.
En 2014, le club remporte le dernier trophée africain qui lui manquait en gagnant la Coupe de la confédération face à Séwé FC.
En 2018, le club remporte le quarantième championnat de son histoire.
En 2020, le club remporte sa neuvième Ligue des champions de la CAF face à son grand rival Zamalek.
En 2021, il termine troisième de la Coupe du monde des clubs.
En 2021, le remporte sa dixième Ligue des champions de la CAF face aux Sud-Africains de Kaizer Chiefs.
En 2022, il termine troisième de la Coupe du monde des clubs mais échoue à remporter une onzième Ligue des champions de la CAF, perdant 2 buts à 0 face au club marocain du Wydad AC.
En 2023, il gagne son onzième titre de la Ligue des champions de la CAF face au Wydad AC sur un score cumulé de 3 à 2.
En 2023, il termine troisième de la Coupe du monde des clubs.
Le club remporte le quinzième titre de son histoire le 28 décembre 2023 en gagnant la Supercoupe d'Égypte.
En 2024, il gagne son douzième titre de la Ligue des champions de la CAF face à l'ES Tunis.

## Présidents
Les présidents du club omnisports depuis 1907 sont :
| Rang | Nom                       | Période   |
| ---- | ------------------------- | --------- |
| 1    | Mitchel Ince              | 1907-1908 |
| 2    | Aziz Ezzat Pasha          | 1908-1916 |
| 3    | Abdel Khaliq Sarwat Pacha | 1916-1922 |
| 4    | Jaafar Wali Pacha         | 1922-1940 |
| 5    | Ahmed Fouad Anwar         | 1940-1941 |
| 6    | Jaafar Wali Pacha         | 1941-1944 |
| 7    | Ahmed Hasanain Pacha      | 1944-1947 |
| 8    | Ahmed Abboud Pacha        | 1947-1961 |
| 9    | Salah Eldine Al Desouky   | 1962-1965 |

| Rang | Nom                          | Période     |
| ---- | ---------------------------- | ----------- |
| 10   | Gen. Abd Al Mohsen Mortagy   | 1965-1967   |
| 11   | Dr. Ibrahim Kamel Al Wakeel  | 1967-1971   |
| 12   | Gen. Abd Al Mohsen Mortagy   | 1971-1980   |
| 13   | Saleh Selim                  | 1980-1988   |
| 14   | Mohamed Abdou Saleh Al Wahsh | 1988-1992   |
| 15   | Saleh Selim                  | 1992-2002   |
| 16   | Hassan Hamdy                 | 2002-2014   |
| 17   | Mahmoud Taher                | 2014-2017   |
| 17   | Mahmoud El Khatib            | depuis 2017 |

## Identité et logos de l'Al Ahly Sporting Club
Al Ahly a opté dès son origine comme couleurs le rouge et le blanc du drapeau égyptien de l'époque.
Al Ahly a utilisé plusieurs écussons au cours de son histoire. Le premier, adopté en 1907, a été utilisé jusqu'à la révolution de 1952, date à laquelle on retire du logo la couronne du roi qui s'y trouvait initialement. En 2007, un nouvel écusson est dévoilé à l'occasion du centenaire du club. Ce logo a subis plusieurs légères modifications à travers les années, jusqu'en 2023 ou le club a annoncé un nouveau logo exclusive pour la section football, en laissent l'autre logo pour les autres sections[source secondaire souhaitée]

1913-1952
1952-2007
Ancien logo avec l'inscription «Club du siècle»
2007-2022 Logo actuel du club omnisports et ancien logo de la section football
Logo de la section football depuis 2023

## Section football

### Palmarès de la section football du club
| National | International |
| --- | --- |
| - Championnat d'Égypte (45) (record) : - Champion : 1949, 1950, 1951, 1953, 1954, 1956, 1957, 1958, 1959, 1961, 1962, 1975, 1976, 1977, 1979, 1980, 1981, 1982, 1985, 1986, 1987, 1989, 1994, 1995, 1996, 1997, 1998, 1999, 2000, 2005, 2006, 2007, 2008, 2009, 2010, 2011, 2014, 2016, 2017, 2018, 2019, 2020, 2023, 2024 et 2025 - Coupe d'Égypte (39) (record) : - Vainqueur : 1924, 1925, 1927, 1928, 1930, 1931, 1937, 1940, 1942, 1943, 1945, 1946, 1947, 1949, 1950, 1951, 1953, 1956, 1958, 1961, 1966, 1978, 1981, 1983, 1985, 1989, 1991, 1992, 1993, 1996, 2001, 2003, 2006, 2007, 2017, 2020, 2022 et 2023 - Supercoupe d'Égypte (15) (record) : - Vainqueur : 2003, 2005, 2006, 2007, 2008, 2010, 2012, 2014, 2015, 2017, 2019, 2021, 2022, 2023 et 2024 | - Ligue des champions de la CAF (12) (record) : - Vainqueur : 1982, 1987, 2001, 2005, 2006, 2008, 2012, 2013, 2020, 2021, 2023, 2024 - Coupe d'Afrique des vainqueurs de coupe (4) (record) : - Vainqueur : 1984, 1985, 1986, 1993 - Coupe de la confédération (1) - Vainqueur : 2014 - Supercoupe de la CAF (8) (record) : - Vainqueur : 2002, 2006, 2007, 2009, 2013, 2014, 2020, 2021 - Coupe Afrique-Asie-Pacifique de la FIFA : - 3e : 2024 - Coupe du monde des clubs de la FIFA : - 3e : 2006, 2020, 2021 et 2023 |

### Équipementiers et sponsors
| Période   | Équipementier | Sponsor                    |
| --------- | ------------- | -------------------------- |
| 1978–1979 | Umbro         | Mansour Group              |
| 1979–1980 | Umbro         | Old Spice                  |
| 1980–1983 | Puma          | Helwan For Import & Export |
| 1983–1989 | Puma          | Coca-Cola                  |
| 1989–1993 | Umbro         | Coca-Cola                  |
| 1993–2000 | Adidas        | Coca-Cola                  |
| 2000–2001 | Nike          | Coca-Cola                  |
| 2002      | Nike          | Vodafone                   |
| 2002–2009 | Puma          | Vodafone                   |
| 2009–2011 | Adidas        | Vodafone                   |
| 2011–2015 | Adidas        | Etisalat                   |
| 2016–2018 | Sporta        | Vodafone                   |
| 2018–2022 | Umbro         | WE                         |
| 2022      | Adidas        | Etisalat e&                |

### Personnalités du club

#### Joueurs emblématiques
Al Ahly a vu jouer des individualités « hors-normes », avant tout égyptiennes, telles que Mokhtar El-Tetch, Saleh Selim (qui deviendra président du club), Mahmoud Al-Khatib, Rifaat El-Fanageely, ou encore le meneur de jeu, Mohamed Aboutreika.
Les joueurs suivants peuvent également être considérés comme emblématiques[pourquoi ?][source secondaire nécessaire] :
- Magdi Abdelghani
- Mohamed Aboutrika
- Gamal Abdel Hamid
- Mohamed Abdelwahab
- Taher Abouzaid
- Mahmoud Al-Gohary
- Mohamed Emara
- Abdulilah Galal
- Hossam Ghali
- Wael Gomaa
- Ibrahim Hassan
- Hossam Hassan
- Alaa Ibrahim
- Nano
- Hany Ramzy
- Hani Said
- Mohamed Shawky
- Ahmed Shobeir
- Rabie Yassin
- Emad Meteb
- Flávio Amado

#### Top 10 des joueurs les plus capés
| Nom             | Années                        | Total |
| --------------- | ----------------------------- | ----- |
| Hossam Ashour   | 2004-2020                     | 512   |
| Hady Khashaba   | 1991-2006                     | 444   |
| Essam El Hadary | 1996-2008                     | 421   |
| Osama Oraby     | 1982-1999                     | 400   |
| Wael Gomaa      | 2001-2014                     | 399   |
| Ahmed Fathi     | 2007-2014 2015-2020           | 350   |
| Shady Mohamed   | 1999-2009                     | 337   |
| Emad Moteab     | 2003-2010 2011-2017           | 320   |
| Ahmed Shobair   | 1984-1996                     | 316   |
| Hossam Ghaly    | 2001-2003 2010-2013 2014-2017 | 301   |

#### Top 10 des meilleurs buteurs
| Nom               | Années              | Buts |
| ----------------- | ------------------- | ---- |
| Mahmoud Al-Khatib | 1972-1988           | 157  |
| Hossam Hassan     | 1984-1990 1992-2000 | 142  |
| Mohamed Aboutrika | 2004-2014           | 126  |
| Emad Moteab       | 2003-2010 2011-2017 | 124  |
| Mokhtar El Tetsh  | 1922-1940           | 105  |
| Saleh Selim       | 1948-1962 1963-1967 | 98   |
| Ahmed Mekkawi     | ?                   | 97   |
| El Sayed Ateya    | ?                   | 90   |
| Taha Ismail       | 1958-1970           | 81   |
| Ahmed Belal       | 2000-2005 2007-2010 | 71   |

#### Capitaines
Le capitaine actuel est l'égyptien Mohamed El-Shenawy. Les footballeurs suivants l'ont été avant lui au cours de l'histoire du club :
- Hussein Hegazi
- Ali El-Hassany
- Mokhtar El-Tetch
- Mohamed Ali Rasmi
- Ahmed Soliman
- Amin Shoa'air
- Mustafa Mansour
- Saleh Al Sawwaf
- Hussein Madkour
- Mohamed Al Guindi
- Ahmed Mekawi
- Abdel Galil Hemaida
- Saleh Selim
- Rifaat El-Fanageely
- Taha Ismail
- Mimi Al Sherbini
- Essam Abdel Monem
- Hany Moustafa
- Anwar Salama
- Hassan Hamdy
- Moustafa Younis
- Moustafa Abdou
- Mahmoud Al-Khatib
- Sabet Al Batal
- Taher Abouzaid
- Ahmed Shobair
- Osama Oraby
- Ibrahim Hassan
- Hossam Hassan
- Walid Salah El Din
- Hady Khashaba
- Sayed Abdel Hafeez
- Essam El-Hadary
- Shady Mohamed
- Ahmed Hassan
- Hossam Ghali
- Wael Gomaa

#### Entraîneurs
L'entraîneur actuel du club est le Suisse Marcel Koller. Ses prédécesseurs sont les personnes suivantes, :
- Gamil Osman
- Mokhtar El-Tetch
- Labib Mahmoud
- Hussein El-Far
- Mohamed El-Guindi
- Mustafa Mansour
- Foad Sedki
- Ahmed Mekawi
- Mohamed Abdou Saleh El-Wahsh
- Abdel Aziz Hammami
- Foad Shaaban
- Both
- Freitz
- Jitcos
- John McBride
- Brosicz
- Horvatek
- Tadicz
- Nandor Hidegkuti
- Géza Kalocsay
- Mahmoud El-Gohary
- Don Revie
- Mahmoud Al Sayes
- Taha Ismail
- Jeff Buttler
- Anwar Salama
- Dietrich Weise
- Michael Evert
- Shawky Abdel-Shafy
- Allan Harris
- Reiner Hollmann
- Rainer Zobel
- Hans-Jürgen Dörner
- Manuel José
- Jo Bonfrère
- Toni
- Patrice Carteron
- Hossam Al Badry
- Mohamed Youssef
- Fathy Mabrouk

### Aspects juridiques et économiques

#### Conseil d'administration
| Poste          | Nom                 |
| -------------- | ------------------- |
| Président      | Mahmoud El Khatib   |
| Vice-President | El Amry Farouk      |
| Trésorier      | Khaled Al-Darandaly |
| Membre         | Khaled Mortagy      |
| Membre         | Ibrahim Al-Kafrawy  |
| Membre         | Rania Elwani        |
| Membre         | Tarek Knadil        |
| Membre         | Gohar Nabil         |
| Membre         | Mohamed Al-Damaty   |
| Membre         | Mohanad Magdy       |
| Membre         | Mohamed Serag       |
| Membre         | Mohamed El-Garhy    |

- Source :

#### Finance
Budget 2021 : 137 millions euros 

### Infrastructure du club

#### Stades
Al Ahly a longtemps joué ses matchs à domicile au stade Mokhtar El-Tetsh, doté de 25 000 places.
Jugé trop petit, ce dernier est pratiquement abandonné par le club, dont l'équipe première déménage au Stade international du Caire, beaucoup plus grand (80 000 places) et utilisé par le Zamalek SC, grand club rival cairote d'Al Ahly.

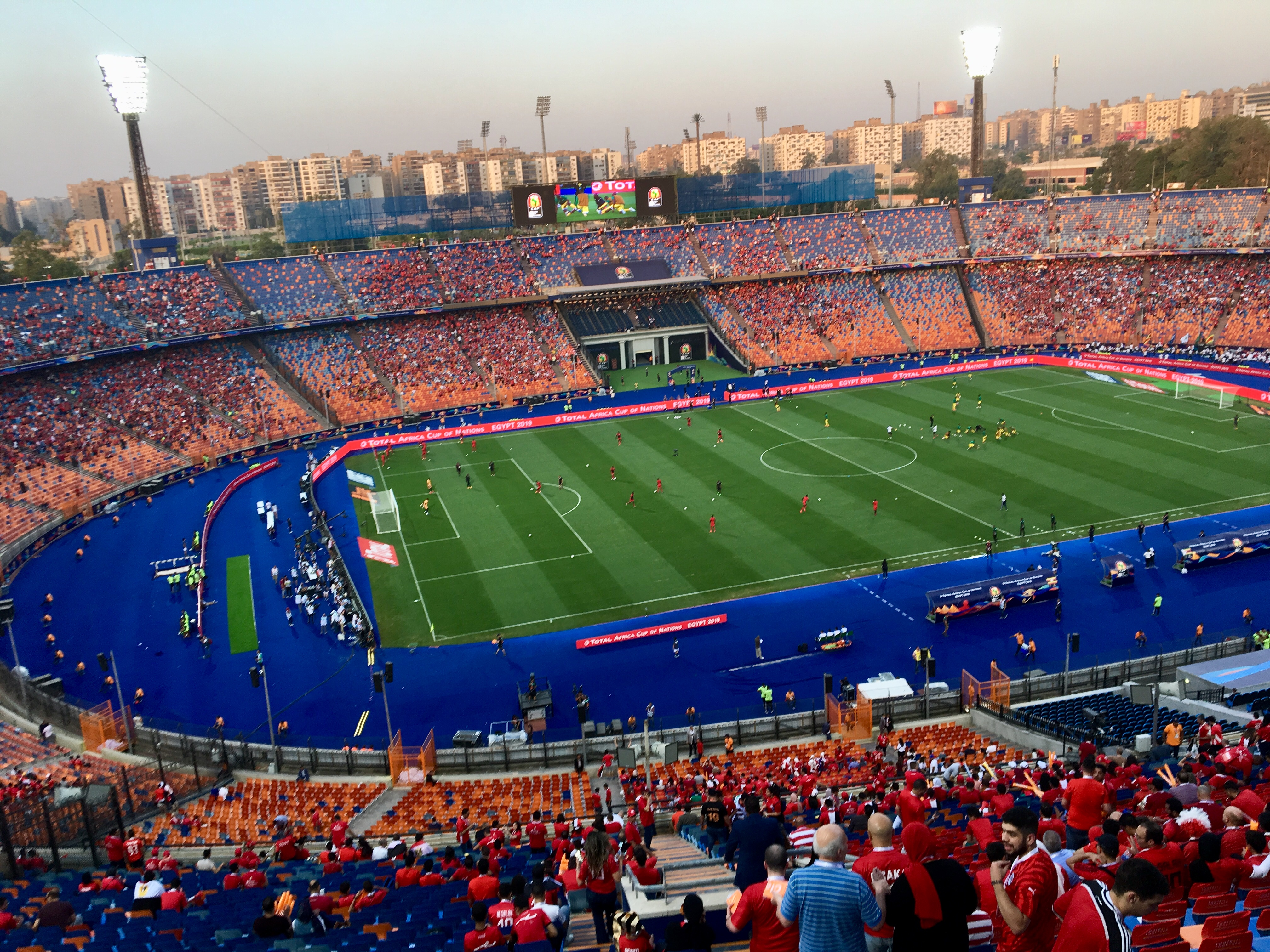
Stade international du Caire
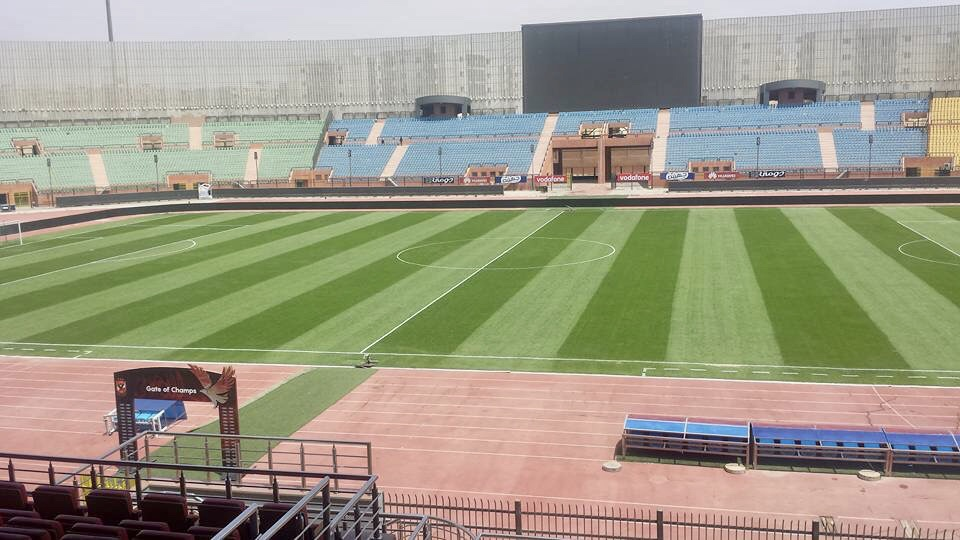
Stade d'entraînement

Dans le projet "Vision 2045", un stade de 60 000 places est prévu sous 5 ans, la première pierre fut posée le 1er mai 2021.

#### Centre de formation
Le centre de formation Al Ahly d'une superficie totale de 50 000 m2, Al Ahly Club Football Academy est notamment doté de trois terrains synthétiques dernières générations qui permettent d'accueillir les entraînements ainsi que les rencontres officielles des équipes de jeunes, amateures et féminines. L'âge d'acceptation dans l'académie est de 4 ans jusqu'à 14 ans.

### Culture populaire

#### Groupes de supporters

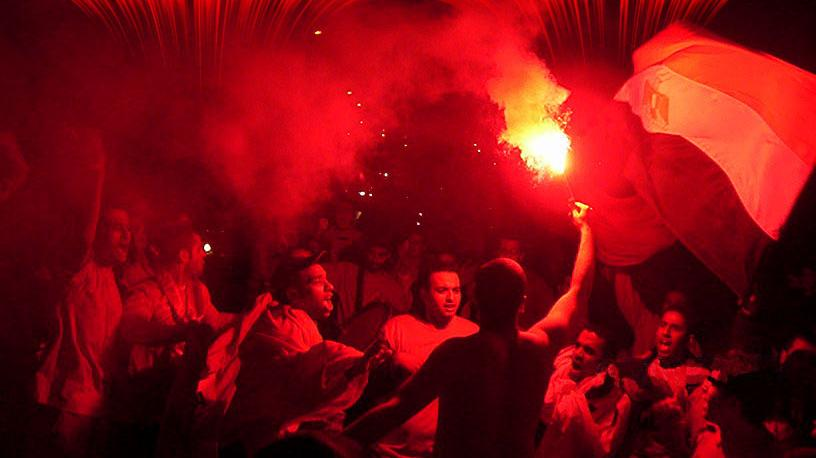
Supporters d'Al Ahly célébrants la victoire en ligue des champions 2005

Ultras Ahlawy et Ultras Devils sont les groupes officiels du club qui occupent le virage nord du stade. Le club compte plus 50 millions de supporters en Égypte, ce qui en fait le club le plus populaire d'Égypte, d'Afrique et du monde arabe.
Le groupe Ultras Ahlawy a vu le jour le 13 avril en 2007, vient de donner une leçon de bravoure. Ultras Ahlawy, c'est « 74 martyrs » qui ont perdu la vie dans les événements tragiques de Port-Said en 2012, et plus de 30000 sympathisants à travers tout le pays.
Ultras Devils n'existent plus. L'association Ultras, qui soutient le club Al Ahly « Ultras Devils », a annoncé sa dissolution le 19 mai 2015, le jour de l'ouverture d'une mosquée dans la ville d'Alexandrie, en mémoire des âmes des martyrs d'Al Ahly. Ahly et Zamalek, où les membres du groupe ont brûlé le tissu qui représentait la bannière des Ultras, dissolvant ainsi pour toujours l'un des plus prestigieux groupes d'encouragement du club Al Ahly à l'extérieur du Caire après les Ultras Ahlawy après un sacrifice qui a duré 8 ans.

#### Médias
Le club possède des médias officiels, dont une chaîne de télévision, Al Ahly TV qui diffuse actuellement les matchs amicaux de l'équipe de football, les matchs des équipes de jeunes et d'autres matchs sportifs. La chaîne est créée en 2008. La diffusion officielle de la chaîne est lancée le 3 décembre 2010 par le président du club Hassan Hamdy.
Le club dispose également d'une chaîne YouTube qui compte plus de 1 000 000 d'abonnés en avril 2021. Des vidéos de formation et des moments forts des matchs sont fréquemment publiés sur la chaîne.